# Vojtěch Kocourek
Ing. Vojtěch Kocourek Ph.D. (* 12. září 1959) je od podzimu 2002 náměstkem ministra dopravy České republiky, nyní (2008) řídí sekci drážní a veřejné dopravy. Od 2. ledna 2003 je předsedou dozorčí rady Českých drah a. s. Před získáním funkce na ministerstvu dopravy byl předsedou představenstva společnosti KPM Consult, v jejímž představenstvu jsou zastoupeni ředitelé významných stavebních firem podílejících se na modernizaci železničních koridorů, ale i bývalí vysocí funkcionáři zadavatele zakázek. Od 26. dubna 2004 je spoluzřizovatelem a členem dozorčí rady Nadace Okřídlené kolo. Od 7. října 2004 je členem představenstva Masaryk Station Development, a. s. Od 20. června 2001 je místopředsedou představenstva česko-řecké obchodní komory.

## Vzdělání
Absolvoval obor „konstrukce a dopravní stavby“ na Fakultě stavební Vysokého učení technického Brno a doktorandské studium na Dopravní fakultě Jana Pernera Univerzity Pardubice. Je autorizovaným inženýrem v oboru dopravních staveb.

## Vztah k Českým dráhám
V roce 2003 při kolokviu na téma transformace Českých drah se Kocourek vyslovil pro zprůhlednění financování Českých drah a zavedení podnikatelských principů, zejména pro odstranění křížového financování, tedy financování ztrátové osobní dopravy z části zisku z nákladní dopravy. České dráhy podle něj musí být „pozorné k dění na trhu“, posílit lobbing v krajích, zabránit odlivu cestujících a zavádět nové technologie a racionalizaci provozu.

## Zakázky na železniční koridory
Před vstupem na ministerstvo dopravy působil Vojtěch Kocourek jako předseda představenstva společnosti KPM Consult, poradenské společnosti ztělesňující kartel velkých stavebních firem, které by si podle Hospodářských novin měly za normálních okolností v boji o státní zakázky na výstavbu železničních koridorů konkurovat. Od vzniku této společnosti v roce 1996 vítězily ve výběrových řízeních převážně stavební firmy v ní zastoupené a neuspěla žádná zahraniční společnost. Vojtěch Kocourek tvrdil, že KMP Consult nevznikla jako kartel, ale proto, aby české firmy mohly společně konkurovat v zahraničních tendrech. Generální ředitel KPM Consult a zároveň ředitel Elektrizace železnic Praha František Maruška však pro Hospodářské noviny uvedl, že cílem KMP Consult je systémové a harmonické sladění rozsáhlých činností všech stavebních, montážních a dodavatelských firem na modernizaci tuzemské železniční sítě.

## Vztah k Drážní inspekci
Vojtěch Kocourek byl v médiích zmiňován v říjnu 2008 v souvislosti s tvrzením generálního inspektora Drážní inspekce Romana Šiguta, podle něhož se snažil ovlivňovat nezávislost vyšetřování železniční nehody, která se stala 19. května 2008 v Moravanech.
Údajně byl Kocourkovým člověkem v Drážní inspekci předchozí generální inspektor Jaroslav Dvořák, člen ČSSD jmenovaný do funkce vládou Jiřího Paroubka 20. dubna 2006. Podle Šiguta inspekce za Dvořákovy éry neplnila povinnosti vůči Evropské železniční agentuře a docházelo k velmi nestandardním vztahům inspekce například k Českým drahám. Odvolání Jaroslava Dvořáka a dočasné jmenování Romana Šiguta v říjnu 2006 souviselo podle Šiguta se změnou vlády, přičemž náměstek ministra dopravy Vojtěch Kocourek nebyl Dvořákovu odvolání a jmenování Šiguta nakloněn.
Vojtěch Kocourek na základě podnětu od provozního náměstka Českých drah a. s. Jiřího Koláře
dopisem z 10. června 2008 vyjádřil v souvislosti s mediálním vystupováním DI a s podáním bezpečnostního oznámení Evropské železniční agentuře (ERA) zásadní nespokojenost s činností Drážní inspekce, Územního inspektorátu Brno a jeho ředitele Ing. Michala Miklendy. Sdělení DI pro ERA označil za „neodůvodněné a nepodložené“ a Miklenda podle něj překročil působnost Drážní inspekce a zasahoval do působnosti, kterou má Drážní úřad. Kocourek dále dával generálnímu inspektorovi doporučení, jak má s Miklendou jeho postup projednat, jak mají být propříště hodnoceny příčiny nehodových událostí a jak má organizační řád omezit kompetence územních inspektorátů. Podle Šiguta se politici, úředníci a soukromá firma spojili a vyvinuli extrémní tlak k ovlivnění vyšetřování. Šigut vyjádřil přesvědčení, že existují osobní vazby mezi ministerstvem dopravy a firmou AŽD Praha. Generální inspektor Roman Šigut podal 7. října 2008 trestní oznámení pro blíže nespecifikovaný trestný čin (zneužití pravomoci veřejného činitele nebo útok na státní orgán) na neznámého pachatele, který se snažil ovlivnit vyšetřování nehody. Ministerstvo dopravy prohlásilo, že nikdo z tohoto úřadu neovlivňoval a neovlivnil průběh šetření a nikdo v tomto směru žádný nátlak na Drážní inspekci nevyvíjel, ale pouze upozornil na závažná pochybení, kterých se dopustili pověření zaměstnanci DI.
Vojtěch Kocourek se vyjádřil i pro týdeník Železničář, kde dopisy generálnímu inspektorovi označil za „normální korespondenci“ a tvrdil, že jimi nechtěl personálně ovlivňovat vyšetřování. Jako doklad uvedl i to, že závěry a doporučení DI jsou v podstatně shodná jako závěry a doporučení ministerské komise.
25. srpna 2008 zaslal, opět na podnět Jiřího Koláře z Českých drah, náměstek Kocourek generálnímu inspektorovi vytýkací dopis ohledně toho, že při provádění ověřovacího pokusu ve stanici Moravany 23. července 2007 inspektor Michal Miklenda v době, kdy po pokusném pískování lokomotiva ztratila uzemnění, svými pokyny nezajistil, aby se nikdo nepřiblížil k povrchu vozidla, a ohrozil tak zejména strojvedoucího pokusné lokomotivy ČD Cargo. Podle ministerstva dopravy měl být pro daný ověřovací pokus vypracován místní provozní bezpečnostní předpis, ve kterém by byla řešena problematika bezpečnosti práce při odizolování lokomotivy pod napětím od kolejnic při použití nadměrného pískování.